# Gmina Willow (hrabstwo Cherokee)

Położenie Gminy Willow w hrabstwie Cherokee

Gmina Willow (ang. Willow Township) – gmina w USA, w stanie Iowa, w hrabstwie Cherokee. Według danych z 2000 roku gmina miała 845 mieszkańców, a jej powierzchnia wynosi 94,02 km².